# Чизер (комуна)
Чизер (рум. Cizer) — комуна у повіті Селаж в Румунії. До складу комуни входять такі села (дані про населення за 2002 рік):
- Плеска (211 осіб)
- Прія (515 осіб)
- Чизер (1741 особа) — адміністративний центр комуни

Комуна розташована на відстані 385 км на північний захід від Бухареста, 19 км на південний захід від Залеу, 64 км на північний захід від Клуж-Напоки.

## Населення
За даними перепису населення 2002 року у комуні проживали 2467 осіб.
Національний склад населення комуни:
| Національність | Кількість осіб | Відсоток |
| -------------- | -------------- | -------- |
| румуни         | 2221           | 90,0%    |
| цигани         | 242            | 9,8%     |
| німці          | 2              | 0,1%     |
| угорці         | 1              | < 0,1%   |
| словаки        | 1              | < 0,1%   |

Рідною мовою назвали:
| Мова      | Кількість осіб | Відсоток |
| --------- | -------------- | -------- |
| румунська | 2371           | 96,1%    |
| циганська | 91             | 3,7%     |
| угорська  | 2              | 0,1%     |
| німецька  | 2              | 0,1%     |
| словацька | 1              | < 0,1%   |

Склад населення комуни за віросповіданням:
| Релігія            | Кількість осіб | Відсоток |
| ------------------ | -------------- | -------- |
| православні        | 2319           | 94,0%    |
| греко-католики     | 79             | 3,2%     |
| п'ятдесятники      | 41             | 1,7%     |
| римо-католики      | 5              | 0,2%     |
| баптисти           | 4              | 0,2%     |
| реформати          | 1              | < 0,1%   |
| не релігійні       | 1              | < 0,1%   |
| атеїсти            | 1              | < 0,1%   |
| не вказали релігію | 3              | 0,1%     |